# Eremogone gypsophiloides
Eremogone gypsophiloides är en nejlikväxtart som först beskrevs av Carl von Linné, och fick sitt nu gällande namn av Edward Fenzl. Eremogone gypsophiloides ingår i släktet Eremogone och familjen nejlikväxter. Inga underarter finns listade i Catalogue of Life.